# Thymus sessilifolius
Thymus sessilifolius — вид рослин родини глухокропивові (Lamiaceae), ендемік Краснодарського краю.

## Опис
Стовбурці більш-менш подовжені, повзучі, розгалужені, закінчуються плодючим пагоном, ≈ 0.7–2 мм в діаметрі, здебільшого тонкуваті. Квітконосні гілки від основи піднімаються до ≈ 8–10 см (і, ймовірно, до 15 см) заввишки, з міжвузлями до 15–17 мм завдовжки, до півтора разів довшими, ніж відповідні листки, під суцвіттям і на всьому протязі досить густо запушені вниз загнутими, короткими до дрібних волосками, валькуваті. Безплідні пагони відходять від стовбурів, трохи підняті або частиною вилягають, коротші ніж квітконосні гілки, з міжвузлями майже вдвічі коротшими від листя. Низові листочки на квітконосних гілках (як і на безплідних пагонах) довгасто–еліптичні, ≈ 2–4 мм завдовжки і 0.5–1 мм завширшки, до основи звужені, але без черешка; середні стеблові листки від обернено-яйцюватих, до основи відтягнутих (нижче розташовані), до довгасто-еліптичних, 5–15 мм завдовжки, 1.5–2.5(3) мм завширшки, до основи поступово або (верхні) відразу звужені, всі без черешка, сидячі, з двома, рідше трьома парами малопомітних бічних жилок і добре помітними, досить великими, точковими залозками, на верхівці тупі або тупуваті, іноді (нижче розташовані) трохи відтягнуті, на краю біля основи або до 1/3 довжини з війками до 1 мм завдовжки, вище шорсткувато-дрібно-щетинисті, також і знизу по середній жилці, на поверхні з обох сторін голі, щільнуваті, дещо шкірясті, зі злегка загорнутими на нижню сторону краями; листки на безплідних пагонах такі ж.
Суцвіття головчасте або частіше перерване, з 1–2 відсунутими кільцями з самого початку цвітіння. Приквіткові листки (під суцвіттям і в самому суцвітті) довгасто-яйцювато-ланцетні, 3–13 × 0.8–1.8 мм, з коротко-клиноподібною або округлою основою, тупуваті, на краю до 1/3–1/2 довжини війчасті. Приквітки ланцетні, ≈ 1–2 мм довжиною, загострені, дрібно-війчасті, зазвичай значно коротші від квітконіжок. Квітконіжки під час цвітіння 1–3.5 мм завдовжки, густо запушені короткими вниз нахиленими волосками. Чашечка дзвінчаста; 3–3.5 мм завдовжки (при квітках), кругом негусто коротко-волосиста, зі зникаючим на спинці під зубчиками верхньої губи запушенням; зубчики верхньої губи чашечки ланцетні, загострені, на краю коротко-війчасті (війки, проте, майже такі ж, як і на зубчиках нижньої губи); віночок ≈ 5–6 мм довжиною, блідо-рожево-лілуватий до майже білого. Цвіте V—VI.

## Поширення
Ендемік Краснодарського краю (Росія).